# 大阪市立金塚小学校
大阪市立金塚小学校（おおさかしりつ かなづか しょうがっこう）は、大阪府大阪市阿倍野区にある公立小学校。

## 概要
天王寺・阿倍野橋から南西へ約1.2kmの場所に立地する。校区には天王寺・阿倍野橋界隈の商業地域の一部や阿倍野再開発地域が含まれている。また校区は阿倍野区と西成区の2区にまたがっている。
校名は、学校所在地付近の地名・金塚（旧・東成郡天王寺村大字天王寺字金塚）に由来している。校区はかつて多くの古墳があり、金をちりばめた副葬品が出土したことが地名の由来だと伝えられている。1925年に天王寺村が大阪市へ編入した際に住所表示変更がおこなわれたため字名としての金塚は消滅したが、旧天王寺村の小学校では大阪市編入と同時に創立順の番号での校名を改めて地名などを取り入れた校名に変更したため、学校名として地名が残った。
同校は、大阪市立精華小学校（南区・現在の中央区。現在は統合で大阪市立南小学校）、大阪市立北中道小学校（東成区）とともに、大阪市の公立小学校としては最初に学校給食が実施された学校でもある。

## 沿革
1923年、当時の東成郡天王寺村で5番目の小学校・東成郡天王寺第五尋常小学校として現在地に開校した。従来の天王寺第二尋常小学校（現在の大阪市立常盤小学校）・天王寺第四尋常小学校（現在の大阪市立天下茶屋小学校）の校区を再編して開校した。
1925年4月1日付で天王寺村は大阪市に編入され、同時に大阪市金塚尋常小学校に校名変更した。
1941年には国民学校令の施行に伴い、大阪市金塚国民学校に改称した。
太平洋戦争の戦局悪化により、政府は1944年、大阪市を含む大都市の国民学校初等科児童を学童疎開させる方針を決定した。学童疎開は縁故を原則としたが、縁故疎開に頼らない児童は学校単位で集団疎開を実施することになった。大阪市では国の方針を受けて学童疎開を具体化し、当時の22行政区各区ごとに集団疎開先の府県を指定した。阿倍野区の国民学校には和歌山県への疎開が割り当てられ、金塚国民学校は1944年8月、和歌山県那賀郡中野上村および北野上村（いずれも現在の海南市）への集団疎開に出発した。
1974年には、校区内にある大阪市立大学医学部附属病院に院内学級を設置した。院内学級は、同病院に入院中の病弱児童への教育をおこなっていた。しかし、院内学級は2012年に大阪市立光陽特別支援学校分教室へと移管されている。

### 年表
- 1923年9月19日 - 東成郡天王寺村立天王寺第五尋常小学校として開校。
- 1925年4月1日 - 天王寺村が大阪市に編入されたことに伴い、大阪市金塚尋常小学校と改称。
- 1941年4月1日 - 国民学校令により、大阪市金塚国民学校と改称。
- 1944年8月28日 - 和歌山県那賀郡に学童集団疎開。
- 1947年4月1日 - 学制改革により、大阪市立金塚小学校と改称。
- 1949年 - ユニセフ寄贈物資による完全給食の指定校となり、学校給食を導入[2]。
- 1974年 - 大阪市立大学医学部附属病院院内学級を設置。
- 2012年3月31日 - 大阪市立大学医学部附属病院院内学級を、大阪市立光陽特別支援学校分教室に移管[3]。

## 通学区域
- 大阪市阿倍野区 阿倍野筋（道路「あべの筋」の西側のみ）、旭町（全域）
- 大阪市西成区 山王1-2丁目（全域）、山王3丁目（一部を除く）

卒業生は大阪市立松虫中学校に進学する。

## 出身者
- 赤井英和 - 俳優、元ボクサー

NHKのテレビ番組『課外授業 ようこそ先輩』で、赤井が金塚小学校を訪問して児童らに特別授業をおこなった様子が、2004年9月5日に放送された。
- 鈴木美智子 - タレント
- SHINGO☆西成 - 歌手
- 前田写楽 - お笑い芸人(元漫才師：前田一球・写楽)

## 交通
- Osaka Metro谷町線・阪堺電気軌道上町線 阿倍野駅 西へ約500m。
- JR大阪環状線・大和路線・阪和線、Osaka Metro御堂筋線・谷町線 天王寺駅 南西へ約1.2km。
- 近鉄南大阪線 大阪阿部野橋駅 南西へ約1.2km。
- 阪堺電気軌道阪堺線 今船停留場 東へ約700m。